# غاريقون أحادي اللون
غاريقون أحادي اللون (الاسم العلمي: Agaricus unicolor) هو نوع من الفطريات يتبع جنس الغاريقون من الفصيلة الغاريقونية.